# بنى نحوية
البنى النحوية هو عمل هام في اللغويات لعالم اللغويات الأمريكي نعوم تشومسكي، نُشر في الأصل في عام 1957. وهو عبارة عن أُفرودة قصيرة من مائة صفحة تقريبًا، واعترف بها كواحدة من أهم الدراسات في القرن العشرين، واختيرت في عام 2011، من قبل مجلة تايم كأحد أهم 100 كتاب غير خيالي على الإطلاق. يحتوي العمل على الجملة التي أصبحت شهيرة الآن «تنام الأفكار الخضراء عديمة اللون غاضبة»، التي قدمها تشومسكي كمثال على الجملة الصحيحة قواعديًا التي لا معنى لها. وهكذا، رسخ تشومسكي استقلالية علم النحو (دراسة بنى الجملة) عن علم المعاني (دراسة المعنى).
بناءً على الملاحظات من محاضرة التي أعدها تشومسكي لطلابه في معهد ماساتشوستس للتكنولوجيا، قدم كتاب تشومسكي الأول فكرة النحو التوليدي التحويلي. كانت هذه المقاربة لعلم النحو شكلية بالكامل (تستند على الرموز والقواعد). في الأساس، تستخدم هذه الطريقة قواعد بنية العبارة، التي تقسم الجمل إلى أجزاء أصغر. ثم جمع تشومسكي هذه القواعد مع نوع جديد من القواعد تسمى «التحولات». هذا المنهج يؤدي إلى بنية مختلفة للجملة. يهدف تشومسكي إلى إظهار أن هذه المجموعة المحدودة من القواعد «تولد» جميعها فقط الجمل القواعدية للغة معينة، والتي لا حصر لعددها. هذه الطريقة في التفكير تُقدر مكان اللغة في العقل أكثر من سلوكيات اللغة.
كتب تشومسكي هذا العمل عندما كان لا يزال باحثًا غير معروف، وكان للبنى النحوية تأثير كبير على دراسة المعرفة والعقل والعمليات العقلية، وأصبحت تعرف باسم العمل الأكثر تأثيراً في تكوين مجال العلوم الاستعرافية. وأثر العمل بشكل كبير على الأبحاث التي أجريت على أجهزة الكمبيوتر والدماغ. شكك بعض المتخصصين في نظرية تشومسكي، معتقدين أنه من الخطأ وصف اللغة كنظام مثالي. يقولون أيضًا إنه يعطي قيمة أقل لجمع البيانات واختبارها. ومع ذلك، فإن اللغويات غيرت مسارها في النصف الثاني من القرن العشرين نتيجة للعمل البنى النحوية، وأصبح من الطبيعي بناء نظريات أكثر شكلية مع علم النحو كمركز لها. مع الدخول في القرن الحادي والعشرين، أشاد اللغويين وغير اللغويين على حد سواء الكتاب.

## خلفية
بدأ اهتمام تشومسكي باللغة في سن مبكرة. عندما كان في الثانية عشرة من عمره، درس قواعد اللغة العبرية على يد والده. ودرس أيضًا اللغة العربية في عامه الأول في جامعة بنسلفانيا. التقى زيليغ هاريس في 1947، مؤسس قسم اللغويات بالكلية. كان هاريس لغويًا مرموقًا. قام بالبحث متبعًا الطريقة التي وضعها اللغوي الأمريكي ليونارد بلومفيلد. ترك هاريس تشومسكي يصحح نسخة من كتابه أساليب في علم اللغويات البنيوية (1951). هكذا تعرف تشومسكي على النظرية الشكلية في علم اللغويات. وسرعان ما قرر التخصص في الموضوع.
بالنسبة لأطروحته، شرع تشومسكي في تطبيق أساليب هاريس على العبرية. متبعًا نصيحة هاريس، درس المنطق والفلسفة والرياضيات. وجد آراء هاريس حول اللغة تشبه إلى حد كبير أعمال نيلسون غودمان في النظم الفلسفية. تأثر تشومسكي أيضًا بأعمال ويلارد فان اورمان كواين ورودولف كارناب. بين كواين أنه لا يمكن للمرء التحقق بالكامل من معنى تصريح من خلال الملاحظات. وقد وضع كارناب نظرية شكلية للغة، التي استخدمت الرموز والقواعد التي لم تشر إلى المعنى.

## هوامش
1. ↑  In Lees 1957, an influential review of Syntactic Structures, linguist Robert Lees wrote that "Chomsky's book on syntactic structures is one of the first serious attempts on the part of a linguist to construct within the tradition of theory-construction a comprehensive theory of language which may be understood in the same sense that a chemical, biological theory is ordinarily understood by experts in those fields. It's not a mere reorganization of the data into a new kind of library catalog, nor another speculative philosophy about the nature of Man and Language, but a rather rigorous explanation of our intuitions about language in terms of an overt axiom system, the theorems derivable from it, explicit results which may be compared with new data and other intuitions, all based plainly on an overt theory of the internal structure of languages".

## روابط خارجية
- بنى نحوية على موقع الموسوعة البريطانية (الإنجليزية)